# Auzeville-Tolosane
Auzeville-Tolosane är en kommun i departementet Haute-Garonne i regionen Occitanien i södra Frankrike. Kommunen ligger i kantonen Castanet-Tolosan som tillhör arrondissementet Toulouse. År 2022 hade Auzeville-Tolosane 4 451 invånare.

## Befolkningsutveckling
Antalet invånare i kommunen Auzeville-Tolosane
Referens:INSEE